# Васильєвщина (Казулінське сільське поселення)
Васильєвщина (рос. Васильевщина) — присілок Сафоновського району Смоленської області Росії. Входить до складу Казулінського сільського поселення.
Населення — 5 осіб (2007 рік).
Розташований в центральній частині області в 25 км на північний схід від міста Сафонова, в 14 км північніше автодороги М1 «Білорусь», на березі річки Соля. У 18 км північніше від села є залізнична станція О.п. 300-й км на лінії Москва — Мінськ. Входить до складу Казулінского сільського поселення.

## Історія
У роки Другої світової війни село було окуповано гітлерівськими військами у вересні 1941 року, звільнено в 1943 році.